# Поїзд поза розкладом (фільм, 1985)
«Поїзд поза розкладом» (рос. «Поезд вне расписания») — український радянський художній фільм 1985 року режисера Олександра Гришина.

## Сюжет
Машиніст мав відігнати потяг у ремонт, але раптово знепритомнів. В некерованому поїзді випадково опинилися четверо молодих людей…

## У ролях
- Володимир Шевельков
- Ігор Шавлак
- Наталія Вавилова
- Ольга Кузнєцова

## Творча група
- Сценарій: Олексій Леонтьєв
- Режисер: Олександр Гришин
- Оператор: Володимир Панков, Віктор Кабаченко
- Композитор: Григорій Гладков